# L'Homme aux abois
Pour plus de détails, voir Fiche technique et Distribution.
L'Homme aux abois (I Walk Alone) est un film américain réalisé par Byron Haskin, sorti en 1948.

## Fiche technique
- Titre original : I Walk Alone
- Titre français : L'Homme aux abois
- Réalisation : Byron Haskin
- Scénario : Charles Schnee, John Bright et Robert Smith d'après la pièce Beggars Are Coming to Town de Theodore Reeves
- Photographie : Leo Tover
- Musique : Victor Young
- Production : Hal B. Wallis
- Pays d'origine :  États-Unis
- Langue originale : anglais
- Format : noir et blanc – 35 mm – 1,37:1 – mono (Western Electric Recording)
- Genre : drame, policier
- Durée : 97 minutes
- Date de sortie : 
  - États-Unis : 16 janvier 1948
  - France : 4 février 1949

## Distribution
- Burt Lancaster (VF : Jean Martinelli) : Frankie Madison
- Lizabeth Scott (VF : Sylvie Deniau) : Kay Lawrence
- Kirk Douglas (VF : Roger Rudel) : Noll 'Dink' Turner
- Wendell Corey (VF : Jean-Henri Chambois) : Dave
- Kristine Miller (VF : Lita Recio) : Mme Alexis Richardson
- George Rigaud (VF : Pierre Leproux) : Maurice
- Marc Lawrence (VF : Paul Lalloz) : Nick Palestro
- Mike Mazurki (VF : Jean Clarieux) : Dan
- Mickey Knox (VF : Serge Lhorca) : Skinner
- Charles D. Brown (VF : Jean Mauclair) : Lt. Hollaran
- Roger Neury (VF : Gabriel Cattand) : Felix

Acteurs non crédités :
- Jean Del Val (VF : Christian Argentin) : Henri, le chef cuisinier
- Olin Howland : Ed, le gardien